# Uwe Schmidt (Musiker)

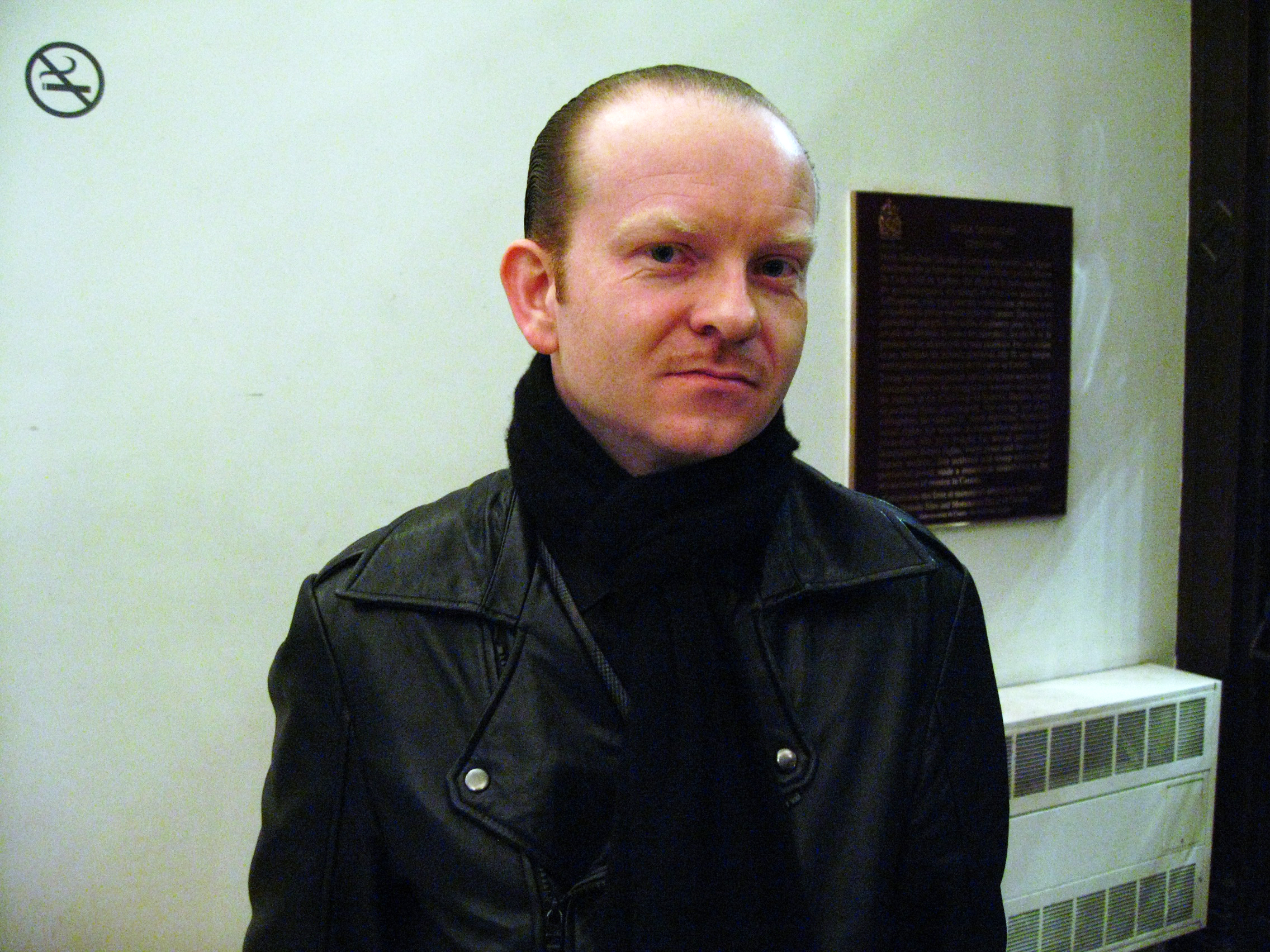
Uwe Schmidt bei der MUTEK10 in Montreal (2009)

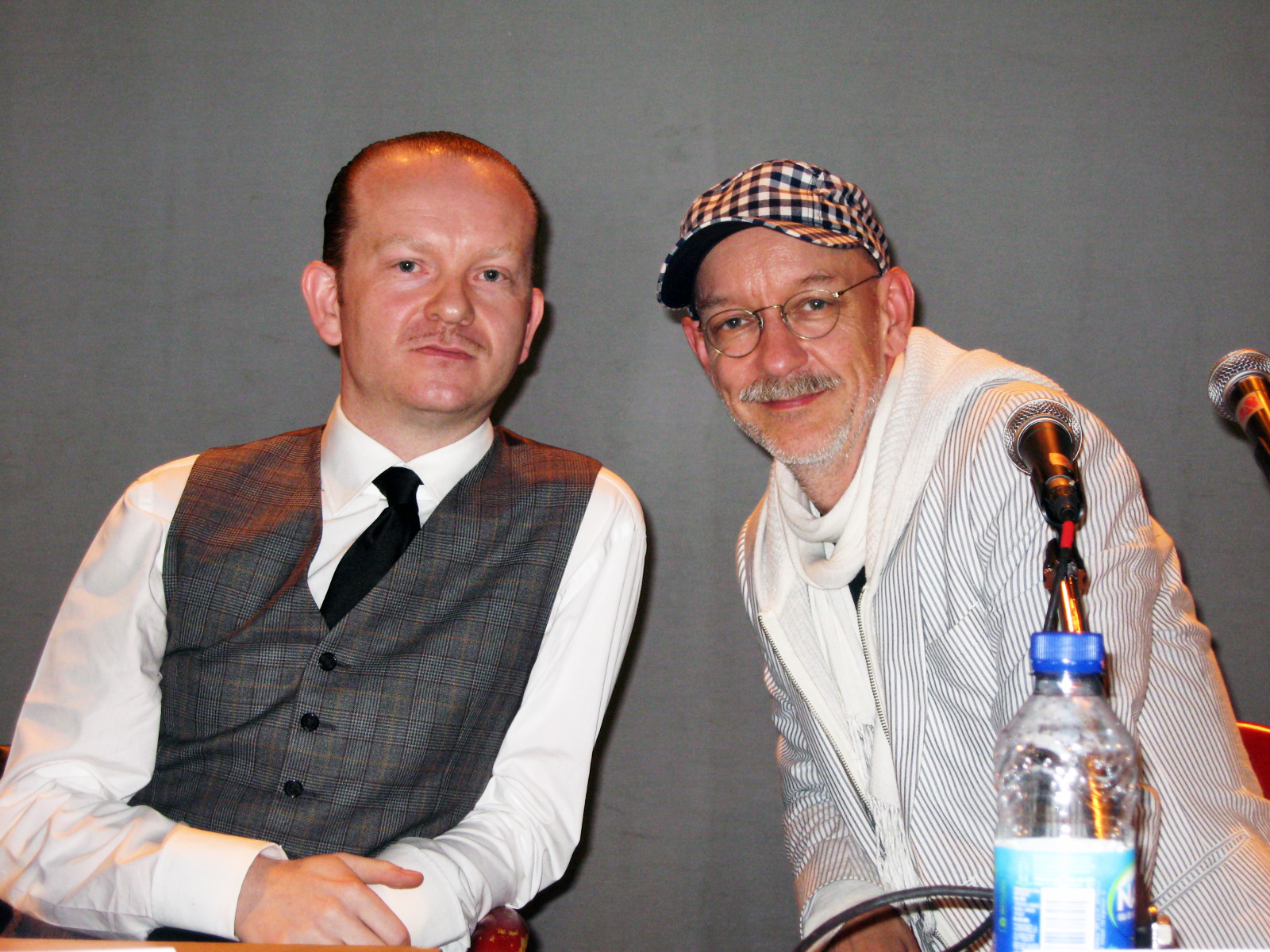
Schmidt (links) mit Thomas Fehlmann bei der MUTEK10 in Montreal (2009)

Uwe Schmidt (* 1968 in Frankfurt am Main) ist ein deutscher Musiker, der vor allem im Bereich der elektronischen Musik produziert. Schmidt veröffentlichte seine Eigenproduktionen unter bislang insgesamt mehr als 60 verschiedenen Pseudonymen, von denen Atom Heart, Atom™, Lassigue Bendthaus, LB und Señor Coconut zu den bekanntesten zählen. Dazu kommen zahlreiche Projektnamen bei Zusammenarbeiten mit anderen Künstlern wie Alain Baumann, Pascal Dardoufas, Tetsu Inoue, Martin Schopf, Haruomi Hosono, Jörg Henze, Peter Kuhlmann, Olaf Finkbeiner und Bill Laswell.

## Leben
Erste musikalische Erfahrungen sammelte Schmidt ab Mitte der 1980er Jahre als Schlagzeuger. Zu dieser Zeit gründete er zusammen mit anderen Künstlern das Kassetten-Label NG Medien und produzierte als Lassigue Bendthaus und unter weiteren Pseudonymen verschiedene Ambient- und Industrial-Tracks. In den 1990er Jahren folgten erste internationale Veröffentlichungen in Großbritannien, Frankreich, Belgien und Spanien. Gemeinsam mit Ata und Marc Trauner veröffentlichte er als Killerloops, mit Ata und Heiko M/S/O als Ongaku. Sein eigenes Label Rather Interesting gründete er 1994.
Drei Jahre später zog er, gelangweilt von der europäischen Musikwelt, nach Chile und ließ sich dort in der Hauptstadt Santiago de Chile nieder. Beeinflusst von den Rhythmen lateinamerikanischer Tänze wie Cha-Cha-Cha oder Rumba veröffentlichte er 2000 als Señor Coconut das Album El baile alemán, auf welchem er Stücke der deutschen Band Kraftwerk als Latin-Versionen coverte. Die Single-Auskopplung Tour de France erreichte die deutschen Dance-Charts.
1998 erschien unter dem Alias LB das Album Pop Artificielle mit Coverversionen u. a. von James Brown, Prince und David Bowie aus den 1980er Jahren. Seit 1999 veröffentlichte Schmidt gemeinsam mit Bernd Friedmann mehrere Alben unter dem Projektnamen Flanger.
2003 folgte unter dem Projektnamen Señor Coconut and his Orchestra das Album „Fiesta Songs“, auf dem Schmidt unter anderem Songs von Michael Jackson (Beat It) und Deep Purple (Smoke on the Water) neu interpretierte. Drei Jahre später veröffentlichte er ebenfalls als Señor Coconut and his Orchestra das Album Yellow Fever mit 20 Coverversionen von Stücken des japanischen Elektropoptrios Yellow Magic Orchestra. 2008 brachte er auf Around the World erneut ein Album mit Coverversionen heraus, diesmal beispielsweise von Da Da Da ich lieb dich nicht du liebst mich nicht aha aha aha von Trio und Kiss von Prince.
Ende 2013 gründete Schmidt gemeinsam mit Material Object das Label No. als „Plattform für Audioabenteuer“.
Schmidt war Mitbegründer von MACOS (Musicians Against Copyrighting Of Samples), einem Künstlerverbund, der jegliches Urheberrecht von Samples ablehnt. Inzwischen distanzierte er sich von MACOS und ist auch nicht mehr Mitglied.
2023 legte Schmidt auf dem Outline Festival nahe Moskau auf. Dies wurde kritisiert.

## Veröffentlichungen
Alben (Auswahl)
- 1987: H. Roth – Cromlech (NG Medien)
- 1988: Lassigue Bendthaus – The Engineers Love (NG Medien)
- 1991: Lassigue Bendthaus – Matter (Parade Amoureuse)
- 1992: Atom Heart – V1 (Pod Communication)
- 1992: Lassigue Bendthaus – Cloned (Contempo Records)
- 1993: Atomu Shinzo – Act (Pod Communication)
- 1993: Coeur Atomique – Coeur Atomique (FAX +49-69/450464)
- 1993: Urban Primitivism – 684 (Pod Communication)
- 1994: Atom Heart – Orange (FAX +49-69/450464)
- 1994: The Lisa Carbon Trio – Polyester (Rephlex Records)
- 1994: Almost Digital – A.D. (Hypnotism)
- 1994: Atom Heart – Morphogenetic Fields (Rough Trade Germany)
- 1994: Flextone – Flextone (Rather Interesting)
- 1994: Dots – Dots (Rather Interesting)
- 1994: VSVN – Very Synthetic Virtual Noise (Rather Interesting)
- 1994: Lassigue Bendthaus – Render (KK Records)
- 1995: Interactive Music – Interactive Music (Rather Interesting)
- 1995: Silver Sound – 60 (Rather Interesting)
- 1995: Semiacoustic Nature – Semiacoustic Nature (Rather Interesting)
- 1995: BASS – Binary Amplified Super Stereo (Rather Interesting)
- 1996: Machine Paisley – Machine Paisley (Rather Interesting)
- 1996: Mono™ – Mono™ (Rather Interesting)
- 1996: Jet Chamber (Schmidt und Namlook – Jet Chamber II (Rather Interesting)
- 1997: Lisa Carbon – Trio De Janeiro (Rather Interesting)
- 1997: Fonosandwich – Fonosandwich (Rather Interesting)
- 1997: Señor Coconut – Gran Baile Con… (Rather Interesting)
- 1997: The Roger Tubesound Ensemble – Pentatonic Surprise (Rather Interesting)
- 1998: LB – Pop Artificielle (KK Records)
- 1998: Dropshadow Disease – Dropshadow Disease (Rather Interesting)
- 1998: Naturalist – Naturalist (Rather Interesting)
- 1999: DOS Tracks – :) (Rather Interesting)
- 1999: Erik Satin – Light Music (Rather Interesting)
- 2000: Señor Coconut – El Baile Alemán (Emperor Norton)
- 2000: Geeez 'N’ Gosh – My Life With Jesus (Mille Plateaux)
- 2000: Bund Deutscher Programmierer – Stoffwechsel (Rather Interesting)
- 2001: The Disk Orchestra – [K] (Rather Interesting)
- 2001: Midisport – 14 Footballers In Milkchocolate (Rather Interesting)
- 2002: Geeez 'N’ Gosh – Nobody Knows (Mille Plateaux)
- 2002: The Roger Tubesound Ensemble – Plays Just Notes (Rather Interesting)
- 2003: Lisa Carbon – Standards (Rather Interesting)
- 2003: Señor Coconut and his Orchestra – Fiesta Songs (Emperor Norton)
- 2003: The Stereonerds – HD Endless (Rather Interesting)
- 2005: Señor Coconut – Senor Coconut presents Coconut FM (Essay Recordings)
- 2006: Señor Coconut and his Orchestra – Yellow Fever! (Essay Recordings)
- 2007: Atom Heart – Volume 1 – The Singles 1991–2000 (Rather Interesting)
- 2008: Señor Coconut – Around The World (Essay Recordings)
- 2009: Atom™ – Liedgut (Raster-Noton)
- 2009: Atom™ – Muster (Rather Interesting)
- 2010: Atom™ – Music Is Better Than Pussy (Rather Interesting)
- 2011: Atom™ – Winterreise (Raster-Noton)
- 2011: Atom™ – Atom™ programmiert den Scheiß aus sich raus. (Eine populärwissenschaftliche Stückesammlung) (Rather Interesting)
- 2012: Atom™ & tobias. – Grand Blue (Mule Musiq)
- 2012: Atom™ – Cold Memories (Sähkö Recordings)
- 2013: Atom™ – HD (Raster-Noton)
- 2013: Atom™ – Radetzky Loops Vol. 1 (Hueso Records)
- 2013: Atom™ – Radetzky Loops Vol. 2 (Hueso Records)
- 2014: Atom™ – Alpha Txt Live At Labyrinth 2012 (No.)
- 2014: Atom™ + Jacek Sienkiewicz – Zero Time Collapsing (Live at MSN Warsaw, 10.08.2014) (No.)
- 2014: Atom™ & Marc Behrens – Bauteile  (Editions mego)
- 2015: Atom™ – Texturen I (No.)
- 2016: Atom™ – Texturen II (No.)
- 2018: Atom™ – Texturen III (No.)
- 2020: Atom™ & Jacek Sienkiewicz – Stal (More Music Agency)
- 2020: Atom™ – <3 (Raster)